# Saint-Méard-de-Gurçon
Saint-Méard-de-Gurçon è un comune francese di 820 abitanti situato nel dipartimento della Dordogna nella regione della Nuova Aquitania.

## Società

### Evoluzione demografica
Abitanti censiti